# Bombay (xoài)
Xoài Bombay là một giống xoài có nguồn gốc từ Jamaica.

## Lịch sử
Ban đầu, Bombay được trồng từ một hạt giống được mang đến Jamaica bởi những người nhập cư từ Ấn Độ trong hệ thống thụ cảm Ấn Độ vào thế kỷ 19. Trái cây trở nên phổ biến do hương vị được chấp nhận rộng rãi của nó, và cuối cùng, Bombay đã được đưa vào Hoa Kỳ qua miền nam Florida, nơi nó hiện được bán. Một phân tích phả hệ năm 2005 về các giống xoài ở Florida đã phát hiện ra rằng Bombay là tổ tiên của một số quả xoài có nguồn gốc ở bang này, bao gồm cả Bailey's Marvel, Jacquelin và Zill. Tất cả được ước tính là cây lai chéo Haden x Bombay.

## Mô tả

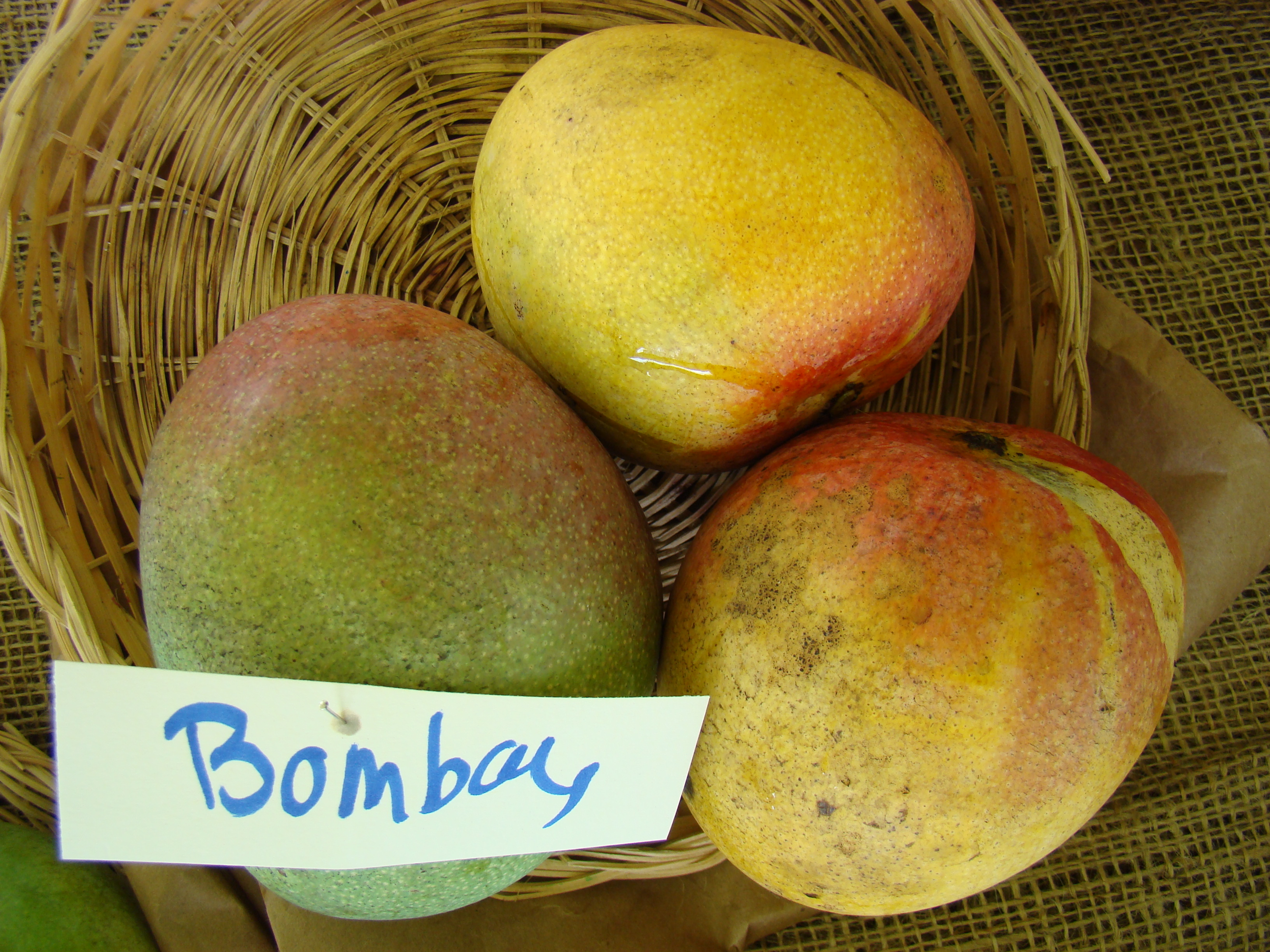
Xoài Bombay tại Lễ hội trái cây mùa hè Redland, Công viên trái cây và gia vị, Homestead, Florida.

Trái cây trung bình ít hơn một pound khi trưởng thành và thường chủ yếu là màu xanh lá cây, với ít thịt. Thịt có màu cam đậm và hoàn toàn không có chất xơ. Nó có một hương vị được mô tả là phong phú và ngọt sắc.
Cây có sức sống mạnh mẽ và hình thành tán cây mở.